# نبيل الولجي
نبيل الولجي (مواليد 25 نوفمبر 1987) هو لاعب كرة قدم مغربي، يشغل مركز ظهير أيسر في النادي المكناسي.

## نشأته وحياته
وُلد الولجي في 25 نوفمبر 1987 بمدينة مكناس في حي بلاص دارم، تحديدا بالقرب من الملعب الشرفي بمكناس.

## مسيرته مع الأندية

### النادي المكناسي
بدأ مسيرته الكروية مع النادي المكناسي. حيث تدرج عبر جميع الفئات العمرية للنادي قبل الوصول إلى الفريق الأول الذي تألق معه بتسجيله للعديد من الأهداف من كرات ثابتة.
في موسم 2011-2012 لعب 12 مباراة. وخلال موسم 2012-2013 لعب 30 مباراة.

### الوداد الرياضي
في 16 أغسطس 2013، انتقل إلى الوداد البيضاوي مقابل 60 ألف أورو، وذلك بعد توصية من مدرب الوداد آنذاك، عبد الرحيم طالب. ظهر لأول مرة مع الوداد يوم 21 سبتمبر 2013 في مباراة ضد حسنية أكادير (انتهت بالخسارة 1-2).) وخلال هذه المباراة الأولى له، قدّم تمريرة حاسمة لمُسجّل هدف الوداد الوحيد، فابريس أونداما، في الدقيقة 14. سجل هدفه الأول يوم 27 أكتوبر 2013 في المباراة ضد المغرب الفاسي (انتهت بالفوز 1-0)، وذلك في الدقيقة 55 من عمر المباراة. في المجمل، لعب 19 مباراة، سجل هدفين وقدم تمريرة حاسمة واحدة.

#### الجيش الملكي (إعارة)
في 1 يوليو 2014، تمت إعارته إلى الجيش الملكي. ظهر لأول مرة مع النادي في 21 سبتمبر 2014 في مباراة ضد الرجاء البيضاوي (انتهت بالخسارة 1-2)، وكان قد نزل إلى الملعب في الدقيقة 75، بدلاً من عبد السلام بنجلون. وقدم تمريرته الحاسمة الأولى بعد أسبوع في المباراة ضد اتحاد الخميسات (انتهت بالفوز 2-0)، حيث صنع هدف كريم بنعريف في الدقيقة 79. وسجل هدفه الأول يوم 30 نوفمبر 2014 في المباراة ضد المغرب الفاسي (انتهت بالتعادل 1-1)، حيث سجّل من ركلة حرة في الدقيقة 81. في المجمل، لعب 16 مباراة، سجل هدفًا وقدم تمريرة حاسمة.

#### النادي القنيطري (إعارة)
في 11 يوليو 2015، تمت إعارته مرة أخرى، هذه المرة إلى النادي القنيطري. ظهر لأول مرة مع هذا النادي في 13 سبتمبر 2015 في مباراة ضد مولودية وجدة (انتهت بالهزيمة 1-0)، حيث ظهر على أرض الملعب في الدقيقة 68 بدلاً من حمزة الغطاس. في المجمل، لعب في 18 مباراة مع النادي.

### شباب أطلس خنيفرة
في 1 أغسطس 2016، انتقل إلى نادي شباب أطلس خنيفرة في صفقة انتفال حر. ظهر لأول مرة في هذا النادي في 27 أغسطس 2016 في مباراة ضد نادي قصبة تادلة (انتهت بالتعادل 0-0). في المجمل، لعب في 36 مباراة مع النادي.

### مولودية وجدة
في 8 يوليو 2018، وقع عقدا مع نادي مولودية وجدة. وظهر لأول مرة مع هذا النادي في 10 نوفمبر 2018 في مباراة ضد يوسفية برشيد (انتهت بالخسارة 0-1)، وكان قد نزل إلى الملعب في الدقيقة 63 بدلاً من أنس المرابط. وسجل هدفه الأول بعد 15 يوما عندما استضاف فريقه المغرب التطواني (انتهت بالفوز 1-0)، حيث سجل هدفه الوحيد في الدقيقة الخامسة عن طريق ركلة حرة. في المجمل، لعب 18 مباراة وسجل 3 أهداف.

### المغرب الفاسي
في 14 يوليو 2019، انتقل إلى المغرب الفاسي.
وفي موسم 2020-2021، لعب 16 مباراة وقدم تمريرة حاسمة واحدة.

### العودة إلى النادي المكناسي
في 1 أغسطس 2021، عاد إلى النادي المكناسي.

## روابط خارجية
- نبيل الولجي على موقع قاعدة بيانات كرة القدم.إي يو (الإنجليزية)
- نبيل الولجي على موقع Soccerway.com (الإنجليزية)
- نبيل الولجي على موقع كووورة